# Liste der Biografien/Clas
Liste der Biografien |
Portal Biografien |
Personensuche
# |
A |
B |
C |
D |
E |
F |
G |
H |
I |
J |
K |
L |
M |
N |
O |
P |
Q |
R |
S |
T |
U |
V |
W |
X |
Y |
Z |
?
 
Ca |
Cb |
Cc |
Ce |
Ch |
Ci |
Cj |
Ck |
Cl |
Cm |
Cn |
Co |
Cr |
Cs |
Ct |
Cu |
Cv |
Cw |
Cy |
Cz
 
Cla |
Cle |
Cli |
Clo |
Clu |
Clw |
Cly
 
Claa |
Clab |
Clac |
Clad |
Clae |
Claf |
Clag |
Clah |
Clai |
Claj |
Clam |
Clan |
Clap |
Clar |
Clas |
Clat |
Clau |
Clav |
Claw |
Clax |
Clay
Die Liste der Biografien führt alle Personen auf, die in der deutschsprachigen Wikipedia einen Artikel haben. Dieses ist eine Teilliste mit 86 Einträgen von Personen, deren Namen mit den Buchstaben „Clas“ beginnt.

## Clas
- Clas, Catharina (* 1982), deutsche Kinder- und Jugendbuchautorin
- Clas, Johanna (1931–2009), deutsche Schauspielerin und RegisseurinJohanna Clas (1931–2009)

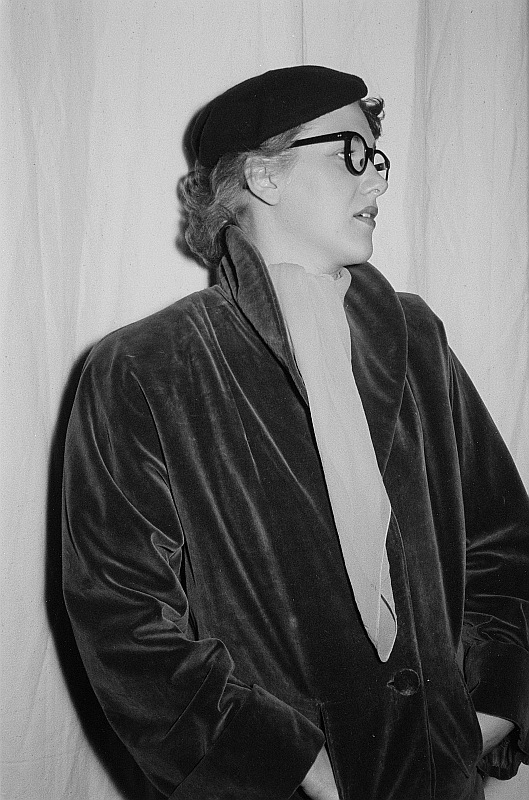
Johanna Clas (1931–2009)

### Clase
- Clasen, Adolf (1923–2016), deutscher Altphilologe und Didaktiker
- Clasen, Carl (1812–1886), deutscher Maler
- Clasen, Carola (* 1950), deutsche Autorin
- Clasen, Daniel (1622–1678), deutscher Rechtswissenschaftler
- Clasen, Eduard (1901–1985), deutscher Politiker (SPD), MdL
- Clasen, Hans Walter (1923–1979), deutscher Schauspieler bei Bühne, Film und Fernsehen
- Clasen, Hans-Werner, deutscher Musikpädagoge, Organist und Komponist
- Clasen, Harry (* 1935), deutscher Fußballspieler
- Clasen, Heinrich (1887–1969), deutscher Verwaltungsjurist, Bürgermeister und Landrat in Husum, Präsident des Schleswig-Holsteinischen Landesrechnungshofs
- Clasen, Helmut (* 1935), deutsch-kanadischer Motorradrennfahrer
- Clasen, Josef (1868–1892), deutscher Maler und Zeichner der Düsseldorfer Schule
- Clasen, Karl-Heinz (1893–1979), deutscher Kunsthistoriker
- Clasen, Lorenz (1812–1899), deutscher Historienmaler und Publizist
- Clasen, Manfred (1934–1992), deutscher rechtsextremer Politiker (DVU), MdL
- Clasen, Martin (1882–1962), deutscher evangelisch-lutherischer Geistlicher, Genealoge und Heimatforscher
- Clasen, Michael (* 1971), deutscher Ökonom und Professor für Wirtschaftsinformatik
- Clasen, Neels (* 1977), südafrikanischer Schauspieler
- Clasen, Peter (* 1866), Reichsgerichtsrat
- Clasen, Regy (1971–2020), deutsche Chanson-, Pop- und Soulsängerin und Liedermacherin
- Clasen, Severino (* 1954), brasilianischer römisch-katholischer Ordensgeistlicher und Erzbischof von Maringá
- Clasen, Sophronius (1909–1974), deutscher Franziskaner, Theologe, Kirchenhistoriker und Philosoph
- Clasen, Winrich Carl-Wilhelm (* 1955), deutscher Verleger, Herausgeber und Autor

### Clash
- Clash, Kevin (* 1960), US-amerikanischer Puppenspieler und Schauspieler
- Clash, Shane (* 1979), britischer Biathlet

### Clasi
- Clasie, Jordy (* 1991), niederländischer Fußballspieler
- Clasing, Johann Heinrich (1779–1829), deutscher Pianist und Komponist
- Clasing, Tatjana (* 1964), deutsche SchauspielerinTatjana Clasing (* 1964)

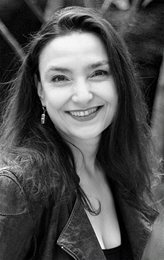
Tatjana Clasing (* 1964)

- Clasing, Urte (1934–2017), deutsche Schauspielerin und Schauspiellehrerin

### Claso
- Clason, Charles R. (1890–1985), US-amerikanischer Politiker
- Clason, Hugo (1865–1935), schwedischer Segler
- Clason, Isak Gustaf (1856–1930), schwedischer Architekt
- Clason, Octavius (1843–1875), deutscher Althistoriker, Klassischer Philologe und Hochschullehrer
- Clason, Synnöve (* 1938), schwedische Hochschullehrerin, Professorin für Germanistik

### Class
- Class, Anna Lena, deutsche Schauspielerin
- Class, Friedrich (1882–1964), Landtagsabgeordneter Volksstaat Hessen
- Class, Friedrich (1899–1945), deutscher Polizist der Kriminalpolizei und der Gestapo
- Claß, Heinrich (1868–1953), deutscher Politiker, MdRHeinrich Claß (1868–1953)

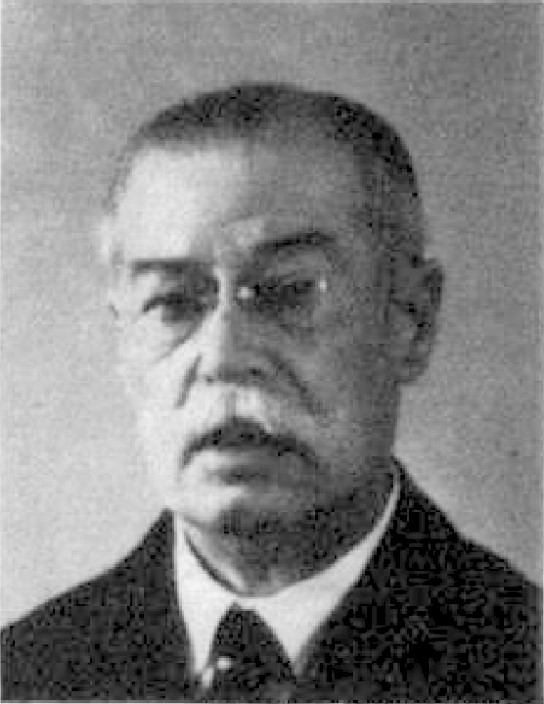
Heinrich Claß (1868–1953)

- Claß, Helmut (1913–1998), deutscher evangelischer Theologe und Landesbischof
- Class, Katie (* 1963), US-amerikanische Eisschnellläuferin
- Classen, Albrecht (* 1956), deutscher Germanist und Mediävist
- Classen, Alexander (1843–1934), Begründer der analytischen Elektrolyse
- Claßen, Andrea (* 1955), deutsche Juristin und Schriftstellerin
- Classen, Andreas, deutscher Black-Metal-Sänger und -Bassist
- Classen, Andy, deutscher Rock- und Metal-Musikproduzent und -Musiker
- Claßen, Barbara (1957–1990), deutsche Sportlerin, Weltmeisterin (1982) und Europameisterin (1978, 1979, 1981) im Judo
- Classen, Carl Joachim (1928–2013), deutscher Klassischer Philologe
- Classen, Claus Dieter (* 1960), deutscher Rechtswissenschaftler
- Clässen, Dietrich Siegfried (1685–1743), reformierter Theologe
- Claßen, Erich (* 1973), deutscher Landesarchäologe, Konservator, Bodendenkmalpfleger und Prähistorischer Archäologe
- Classen, Erwin (1889–1944), Verwaltungsbeamter und Landrat
- Classen, George (* 1942), deutscher Maler
- Classen, Gertrud (1905–1974), deutsche Widerstandskämpferin gegen den Nationalsozialismus und Bildhauerin
- Classen, Greg (* 1977), deutsch-kanadischer Eishockeyspieler
- Classen, Hans (1889–1971), deutscher Bergmann und Ministerialbeamter
- Classen, Herta (1913–1986), deutsche Journalistin in der DDR, Intendantin des Berliner Rundfunks
- Classen, Hilde (* 1920), deutsche Schauspielerin
- Classen, Isabell (* 1977), deutsche Schauspielerin und Sängerin
- Claßen, Johann J. (1953–2017), deutscher Dichter, Literaturzeitschrift- und Anthologieherausgeber
- Classen, Johannes (1805–1891), deutscher Pädagoge und Altphilologe
- Classen, Johannes (1864–1928), deutscher Physiker
- Classen, Kiki (* 1964), niederländische Schauspielerin und Fernsehmoderatorin
- Claßen, Ludger (1953–2023), deutscher Verleger, Journalist und Autor
- Classen, Maja (* 1974), deutsche Filmregisseurin
- Classen, Manfred (* 1943), deutscher Fußballspieler
- Classen, Martin (* 1957), deutscher Jazzmusiker und Komponist
- Classen, Meinhard (1936–2019), deutscher Internist und Hochschullehrer
- Classen, Peter (1924–1980), deutscher Mittelalterhistoriker
- Classen, Robert Johannes (1908–1987), deutscher Amateurastronom und Begründer der Sternwarte Pulsnitz
- Classen, Sabina (* 1963), deutsche Thrash-Metal-SängerinSabina Classen (* 1963)
- Classen, Thomas (* 1962), deutscher Boxer

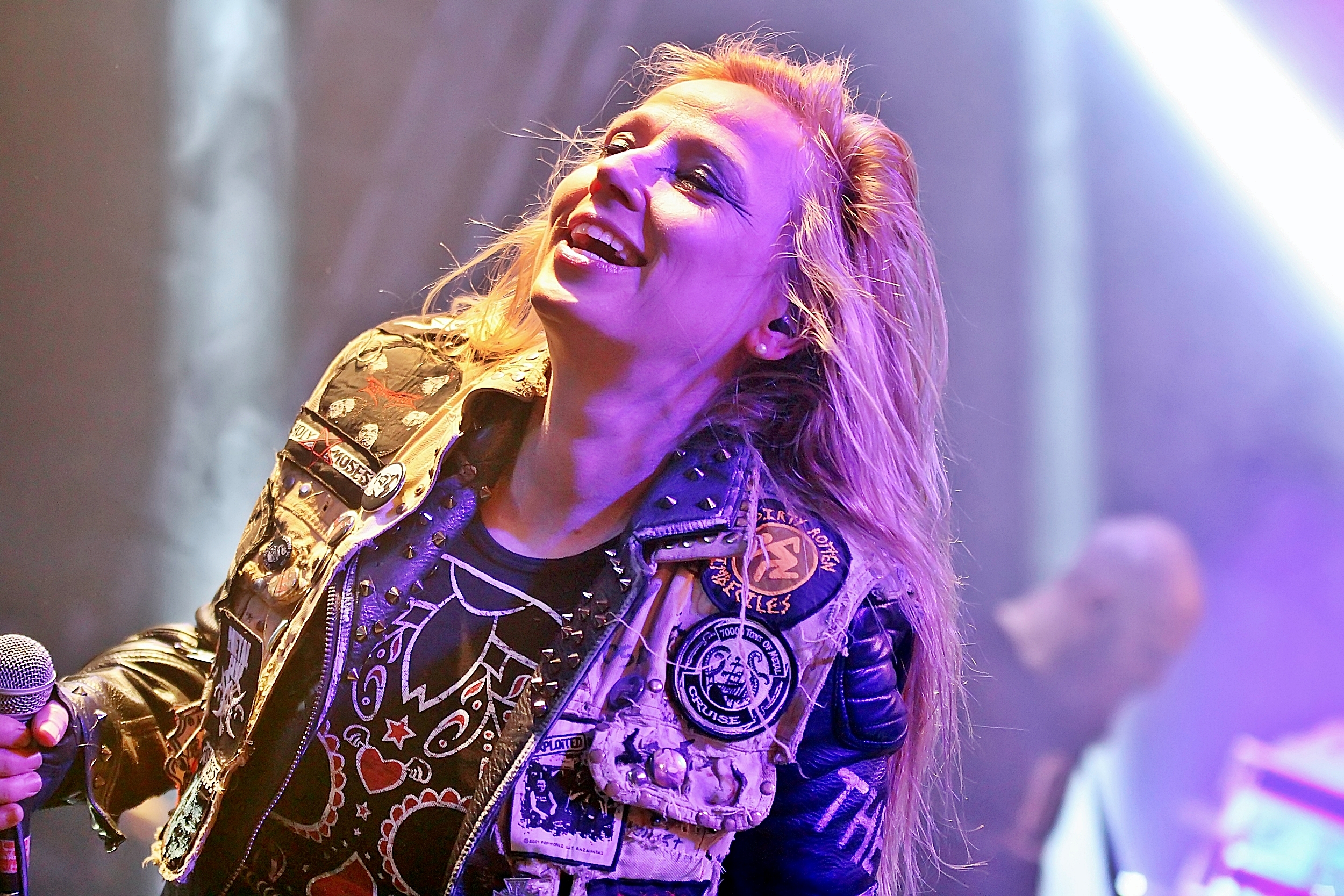
Sabina Classen (* 1963)

- Classen, Veronika (1957–2023), deutsche Managerin
- Classen, Walther (1874–1954), evangelischer Theologe und Pädagoge
- Claßen, Wilhelm (1861–1921), deutscher Generaloberarzt und Krankenhausdirektor
- Claßen, Wilhelm (1914–1992), deutscher Jurist und Richter am Bundesgerichtshof
- Claßen-Beblo, Marion (* 1953), deutsche Juristin
- Classen-Kappelmann, Johann (1816–1879), deutscher Industrieller und Politiker
- Classens, Gustav (1894–1977), deutscher Dirigent
- Classicianus, Gaius Iulius Alpinus († 65), römischer Prokurator
- Classicus, Iulius, Anführer der Treverer
- Classified (* 1977), kanadischer Rapper und Musikproduzent
- Classon, David G. (1870–1930), US-amerikanischer Politiker

### Clast
- Clastres, Pierre (1934–1977), französischer Ethnologe
- Clastrier, Valentin (* 1947), französischer Musiker

### Clasv
- Clasvogt, Liv (* 2002), deutsche Schauspielerin